# Saint-Aunès
Saint-Aunès [sɛ̃.t‿onɛs]  est une commune française située dans l'est du département de l'Hérault, en région Occitanie.
Exposée à un climat méditerranéen, elle est drainée par le Salaison, la Cadoule, le ruisseau de la Balaurie, le ruisseau de la Jasse et par un autre cours d'eau.
Saint-Aunès est une commune urbaine qui compte 4 333 habitants en 2022, après avoir connu une forte hausse de la population depuis 1962. Elle est dans l'unité urbaine de Saint-Aunès et fait partie de l'aire d'attraction de Montpellier. Ses habitants sont appelés les Saint-Aunésois ou Saint-Aunésoises.

## Géographie

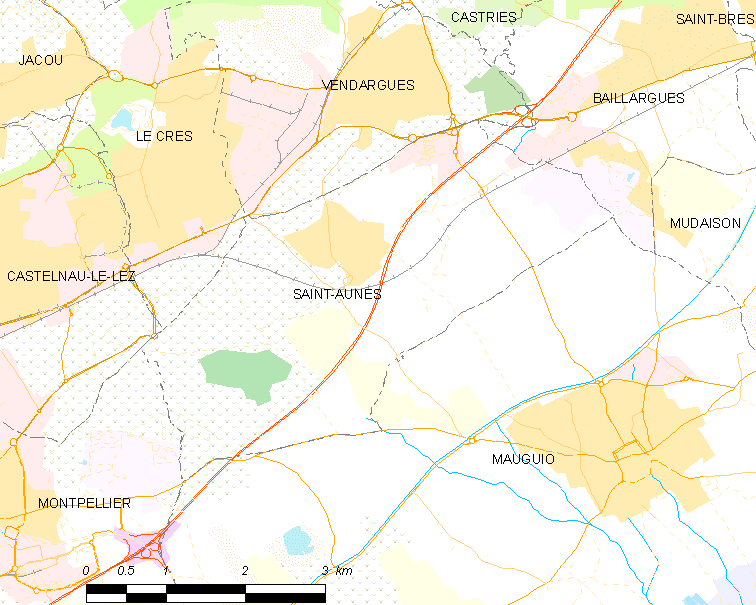
Carte

Le territoire communal est limitrophe du Crès au nord-ouest, Vendargues au nord, Baillargues à l'est, Mauguio au sud et Montpellier à l'ouest.
La commune est située au nord de la plaine de Mauguio, sur les premiers reliefs de collines annonçant les garrigues du nord-est du département. Le village a été ainsi construit en hauteur, et les nouveaux lotissements se sont étendus sur les pentes.
La plaine et une partie des collines sont plantées de vignes et de vergers.

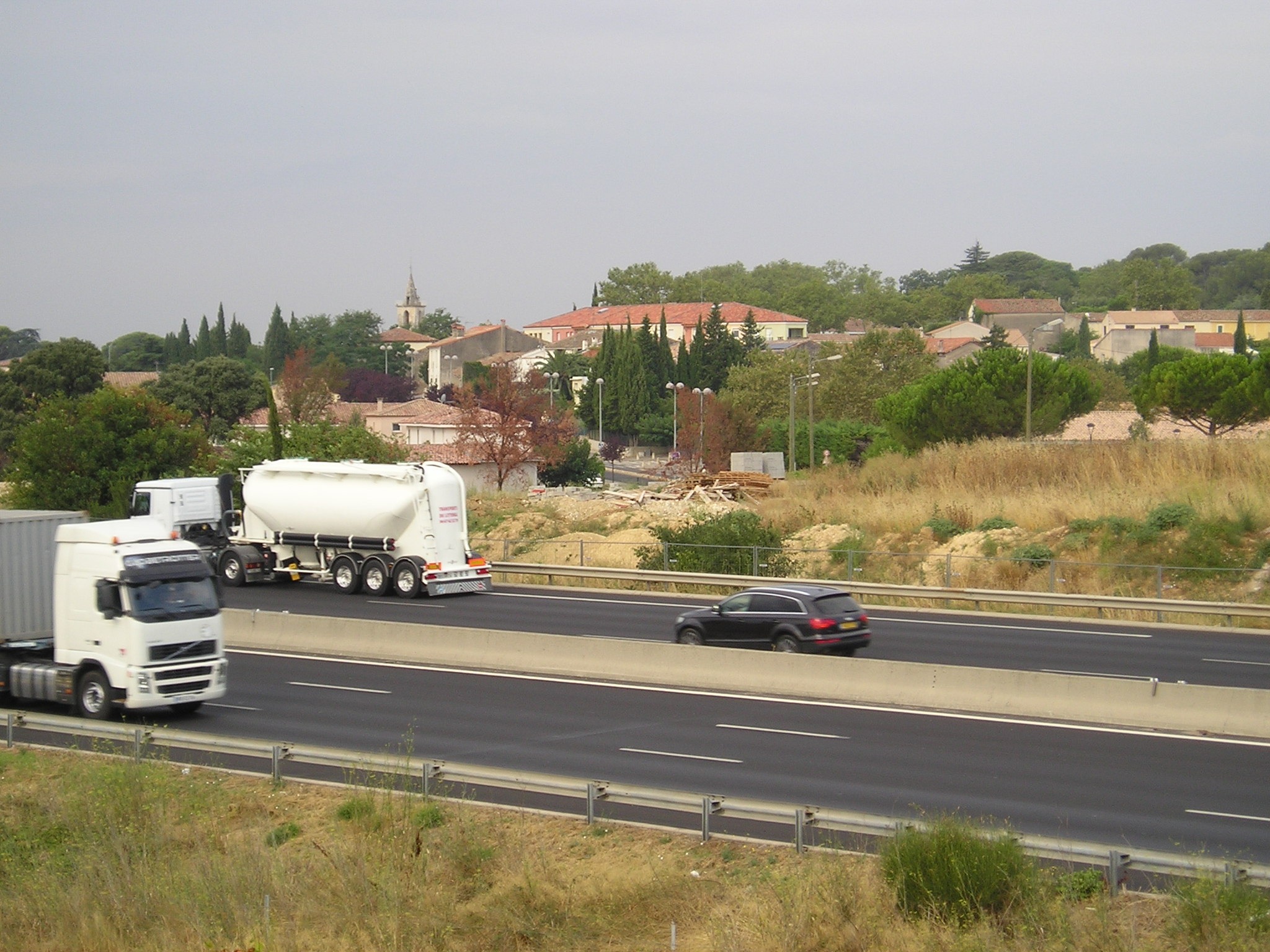
L'autoroute A9 au sud-est de Saint-Aunès.

Le village est séparé du sud agricole de la commune par la voie ferrée Montpellier-Nîmes qui passe en tranchée au pied du vieux village, avec un arrêt, et par l'autoroute A9. La partie ouest, isolée par la voie ferrée et l'autoroute comprend des vignobles et le bois de Doscares, proche du domaine de Grammont, à Montpellier.
Au nord-est, dans un coin du territoire communal, près de l'échangeur autoroutier de Baillargues-Vendargues, a été développée une zone d'activités avec pour centre un hypermarché.

### Communes limitrophes
| Le Crès          | Vendargues  |             |
| Castelnau-le-Lez | Saint-Aunès | Baillargues |
| Montpellier      | Mauguio     |             |

### Climat
Pour des articles plus généraux, voir Climat de l'Occitanie et Climat de l'Hérault.
En 2010, le climat de la commune est de type climat méditerranéen franc, selon une étude s'appuyant sur une série de données couvrant la période 1971-2000. En 2020, Météo-France publie une typologie des climats de la France métropolitaine dans laquelle la commune est exposée à un climat méditerranéen et est dans la région climatique  Provence, Languedoc-Roussillon, caractérisée par une pluviométrie faible en été, un très bon ensoleillement (2 600 h/an), un été chaud (21,5 °C), un air très sec en été, sec en toutes saisons, des vents forts (fréquence de 40 à 50 % de vents > 5 m/s) et peu de brouillards.
Pour la période 1971-2000, la température annuelle moyenne est de 14,4 °C, avec une amplitude thermique annuelle de 16,7 °C. Le cumul annuel moyen de précipitations est de 673 mm, avec 5,7 jours de précipitations en janvier et 2,6 jours en juillet. Pour la période 1991-2020, la température moyenne annuelle observée sur la station météorologique la plus proche, située sur la commune de Mauguio à 4 km à vol d'oiseau, est de 0,0 °C et le cumul annuel moyen de précipitations est de 0,0 mm,. Pour l'avenir, les paramètres climatiques de la commune estimés pour 2050 selon différents scénarios d’émission de gaz à effet de serre sont consultables sur un site dédié publié par Météo-France en novembre 2022.

### Milieux naturels et biodiversité
Aucun espace naturel présentant un intérêt patrimonial n'est recensé sur la commune dans l'inventaire national du patrimoine naturel,,.

## Urbanisme

### Typologie
Au 1er janvier 2024, Saint-Aunès est catégorisée ceinture urbaine, selon la nouvelle grille communale de densité à sept niveaux définie par l'Insee en 2022.
Elle appartient à l'unité urbaine de Saint-Aunès, une unité urbaine monocommunale constituant une ville isolée,. Par ailleurs la commune fait partie de l'aire d'attraction de Montpellier, dont elle est une commune de la couronne,. Cette aire, qui regroupe 161 communes, est catégorisée dans les aires de 700 000 habitants ou plus (hors Paris),.

### Occupation des sols
L'occupation des sols de la commune, telle qu'elle ressort de la base de données européenne d’occupation biophysique des sols Corine Land Cover (CLC), est marquée par l'importance des territoires agricoles (70,6 % en 2018), en diminution par rapport à 1990 (85,4 %). La répartition détaillée en 2018 est la suivante : 
cultures permanentes (43 %), zones agricoles hétérogènes (19,6 %), zones industrielles ou commerciales et réseaux de communication (11 %), zones urbanisées (10,4 %), terres arables (8 %), espaces verts artificialisés, non agricoles (4 %), forêts (3,9 %). L'évolution de l’occupation des sols de la commune et de ses infrastructures peut être observée sur les différentes représentations cartographiques du territoire : la carte de Cassini (XVIIIe siècle), la carte d'état-major (1820-1866) et les cartes ou photos aériennes de l'IGN pour la période actuelle (1950 à aujourd'hui).

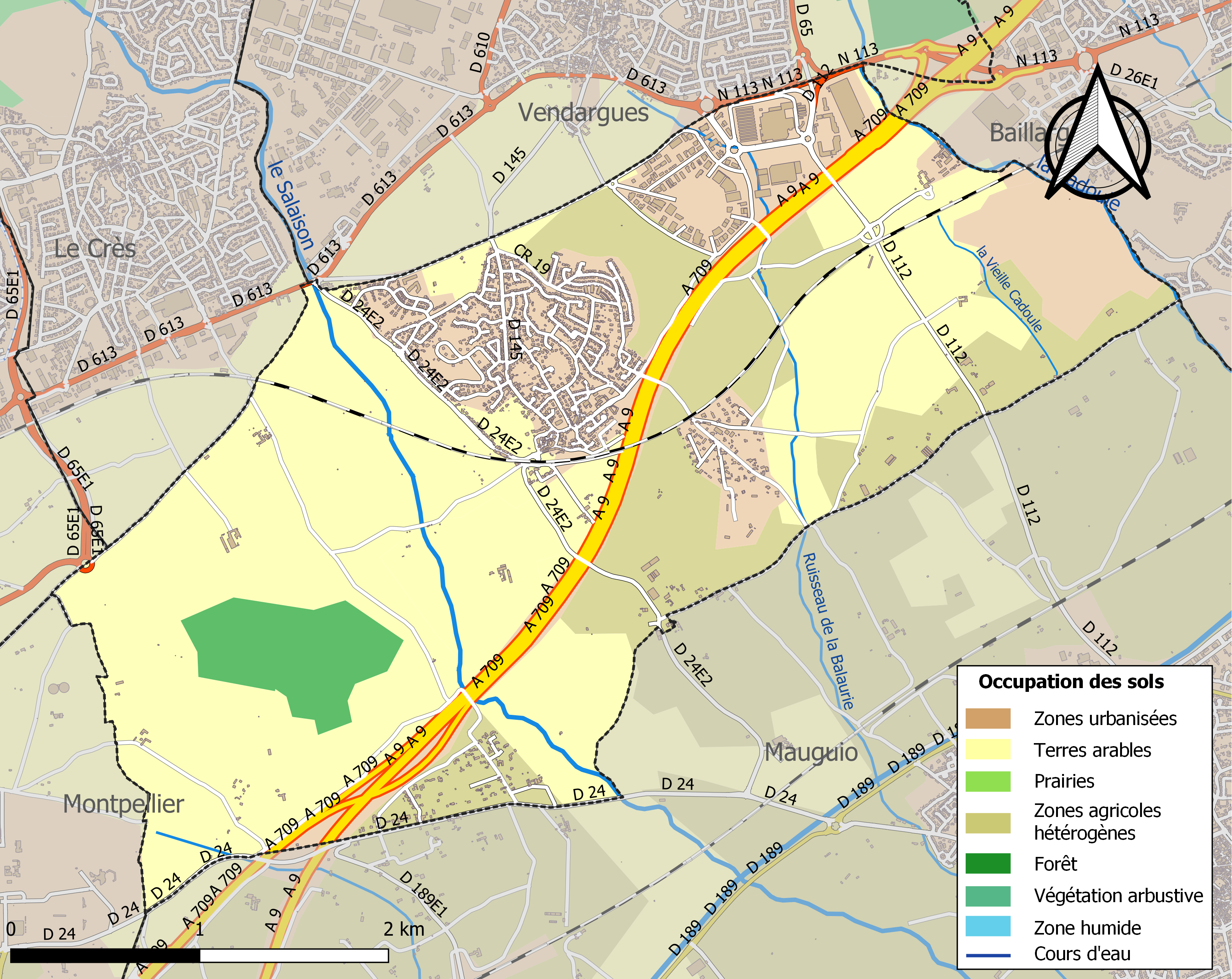
Carte des infrastructures et de l'occupation des sols de la commune en 2018 (CLC).

### Risques majeurs
Le territoire de la commune de Saint-Aunès est vulnérable à différents aléas naturels : météorologiques (tempête, orage, neige, grand froid, canicule ou sécheresse), inondations et séisme (sismicité faible). Il est également exposé à un risque technologique,  le transport de matières dangereuses. Un site publié par le BRGM permet d'évaluer simplement et rapidement les risques d'un bien localisé soit par son adresse soit par le numéro de sa parcelle.

#### Risques naturels
Certaines parties du territoire communal sont susceptibles d’être affectées par le risque d’inondation par débordement de cours d'eau, notamment le Salaison et la Cadoule. La commune a été reconnue en état de catastrophe naturelle au titre des dommages causés par les inondations et coulées de boue survenues en 1982, 1994, 2003, 2006, 2014, 2015 et 2021,.
Saint-Aunès est exposée au risque de feu de forêt du fait de la présence sur son territoire. Un plan départemental de protection des forêts contre les incendies (PDPFCI) a été approuvé en juin 2013 et court jusqu'en 2022, où il doit être renouvelé. Les mesures individuelles de prévention contre les incendies sont précisées par deux arrêtés préfectoraux et s’appliquent dans les zones exposées aux incendies de forêt et à moins de 200 mètres de celles-ci. L’arrêté du 25 avril 2002 réglemente l'emploi du feu en interdisant notamment d’apporter du feu, de fumer et de jeter des mégots de cigarette dans les espaces sensibles et sur les voies qui les traversent sous peine de sanctions. L'arrêté du 11 mars 2013 rend le débroussaillement obligatoire, incombant au propriétaire ou ayant droit,.

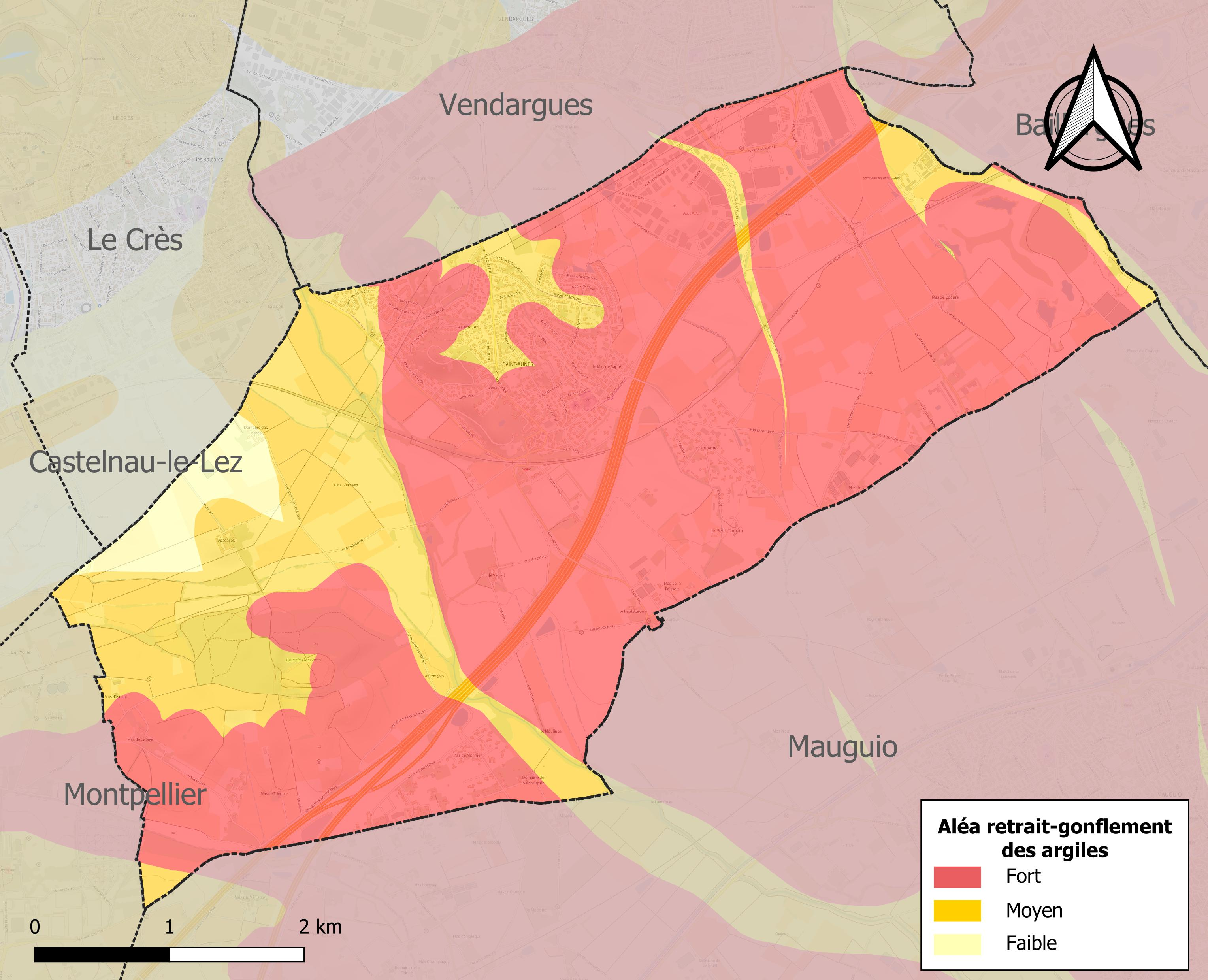
Carte des zones d'aléa retrait-gonflement des sols argileux de Saint-Aunès.

Le retrait-gonflement des sols argileux est susceptible d'engendrer des dommages importants aux bâtiments en cas d’alternance de périodes de sécheresse et de pluie. 97,2 % de la superficie communale est en aléa moyen ou fort (59,3 % au niveau départemental et 48,5 % au niveau national). Sur les 1 149 bâtiments dénombrés sur la commune en 2019, 1 139 sont en aléa moyen ou fort, soit 99 %, à comparer aux 85 % au niveau départemental et 54 % au niveau national. Une cartographie de l'exposition du territoire national au retrait gonflement des sols argileux est disponible sur le site du BRGM,.
Par ailleurs, afin de mieux appréhender le risque d’affaissement de terrain, l'inventaire national des cavités souterraines permet de localiser celles situées sur la commune.

#### Risques technologiques
Le risque de transport de matières dangereuses sur la commune est lié à sa traversée par des infrastructures routières ou ferroviaires importantes ou la présence d'une canalisation de transport d'hydrocarbures. Un accident se produisant sur de telles infrastructures est susceptible d’avoir des effets graves sur les biens, les personnes ou l'environnement, selon la nature du matériau transporté. Des dispositions d’urbanisme peuvent être préconisées en conséquence.

## Histoire
Le 22 mars 1873, Saint-Aunès est érigée en commune à partir d'une partie du territoire de la commune de Mauguio.

## Politique et administration

### Liste des maires
| Période | Période  | Identité                | Étiquette    | Qualité |
| ------- | -------- | ----------------------- | ------------ | --- |
| 1873    | 1874     | Jean-Jacques Calage     |              | Propriétaire |
| 1874    | 1878     | Antoine Prat            | Conservateur | propriétaire |
| 1878    | 1887     | Louis Bazille           | Républicain  | Propriétaire - négociant |
| 1887    | 1908     | Paul Reboul             | Républicain  | Propriétaire |
| 1908    | 1912     | André Castan            | Conservateur | Propriétaire - docteur |
| 1912    | 1951     | Louis Trible            | Républicain  | Propriétaire |
| 1951    | 1971     | Marcel Majurel          |              | |
| 1971    | 1983     | Robert Bassaget         |              | |
| 1983    | 1995     | André Willaime          |              | |
| 1995    | 2017     | Marie-Thérèse Bruguière | UMP puis LR  | Sénatrice de l'Hérault (2008-2014 et 2017-2020) Conseillère régionale (1998-2008) Conseillère départementale depuis mars 2015 |
| 2017    | En cours | Alain Hugues            | LR           | |

Du 1er août 2001 au 31 décembre 2003, la commune a appartenu à la communauté d'agglomération de Montpellier à laquelle le conseil municipal n'avait jamais voulu appartenir.

## Démographie
L'évolution du nombre d'habitants est connue à travers les recensements de la population effectués dans la commune depuis 1876. Pour les communes de moins de 10 000 habitants, une enquête de recensement portant sur toute la population est réalisée tous les cinq ans, les populations de référence des années intermédiaires étant quant à elles estimées par interpolation ou extrapolation. Pour la commune, le premier recensement exhaustif entrant dans le cadre du nouveau dispositif a été réalisé en 2008.

En 2022, la commune comptait 4 333 habitants, en évolution de +30,51 % par rapport à 2016 (Hérault : +7,49 %, France hors Mayotte : +2,11 %).
| 1876 | 1881 | 1886 | 1891 | 1896 | 1901 | 1906 | 1911 | 1921 |
| ---- | ---- | ---- | ---- | ---- | ---- | ---- | ---- | ---- |
| 363  | 335  | 335  | 407  | 424  | 443  | 442  | 459  | 477  |

| 1926 | 1931 | 1936 | 1946 | 1954 | 1962 | 1968 | 1975 | 1982  |
| ---- | ---- | ---- | ---- | ---- | ---- | ---- | ---- | ----- |
| 471  | 487  | 473  | 405  | 422  | 473  | 525  | 536  | 1 162 |

| 1990  | 1999  | 2006  | 2008  | 2013  | 2018  | 2022  | - | - |
| ----- | ----- | ----- | ----- | ----- | ----- | ----- | - | - |
| 2 027 | 2 825 | 2 990 | 3 037 | 3 038 | 3 557 | 4 333 | - | - |

## Économie

### Revenus
En 2018, la commune compte 1 454 ménages fiscaux, regroupant 3 565 personnes. La médiane du revenu disponible par unité de consommation est de 25 010 € (20 330 € dans le département). 61 % des ménages fiscaux sont imposés (45,8 % dans le département).

### Emploi
|                | 2008   | 2013   | 2018  |
| -------------- | ------ | ------ | ----- |
| Commune        | 5,8 %  | 8,7 %  | 7,1 % |
| Département    | 10,1 % | 11,9 % | 12 %  |
| France entière | 8,3 %  | 10 %   | 10 %  |

En 2018, la population âgée de 15 à 64 ans s'élève à 2 312 personnes, parmi lesquelles on compte 80,5 % d'actifs (73,4 % ayant un emploi et 7,1 % de chômeurs) et 19,5 % d'inactifs,. Depuis 2008, le taux de chômage communal (au sens du recensement) des 15-64 ans est inférieur à celui de la France et du département.
La commune fait partie de la couronne de l'aire d'attraction de Montpellier, du fait qu'au moins 15 % des actifs travaillent dans le pôle,. Elle compte 2 802 emplois en 2018, contre 2 212 en 2013 et 1 371 en 2008. Le nombre d'actifs ayant un emploi résidant dans la commune est de 1 725, soit un indicateur de concentration d'emploi de 162,4 % et un taux d'activité parmi les 15 ans ou plus de 64,9 %.
Sur ces 1 725 actifs de 15 ans ou plus ayant un emploi, 330 travaillent dans la commune, soit 19 % des habitants. Pour se rendre au travail, 84,5 % des habitants utilisent un véhicule personnel ou de fonction à quatre roues, 3,1 % les transports en commun, 5,3 % s'y rendent en deux-roues, à vélo ou à pied et 7,1 % n'ont pas besoin de transport (travail au domicile).

### Activités hors agriculture

#### Secteurs d'activités
690 établissements sont implantés  à Saint-Aunès au 31 décembre 2019. Le tableau ci-dessous en détaille le nombre par secteur d'activité et compare les ratios avec ceux du département,.
| Secteur d'activité                                                                                        | Commune | Commune | Département |
| Secteur d'activité                                                                                        | Nombre  | %       | %           |
| --- | ------- | ------- | ----------- |
| Ensemble                                                                                                  | 690     | 100 %   | (100 %)     |
| Industrie manufacturière, industries extractives et autres                                                | 76      | 11 %    | (6,7 %)     |
| Construction                                                                                              | 99      | 14,3 %  | (14,1 %)    |
| Commerce de gros et de détail, transports, hébergement et restauration                                    | 180     | 26,1 %  | (28 %)      |
| Information et communication                                                                              | 24      | 3,5 %   | (3,3 %)     |
| Activités financières et d'assurance                                                                      | 36      | 5,2 %   | (3,2 %)     |
| Activités immobilières                                                                                    | 45      | 6,5 %   | (5,3 %)     |
| Activités spécialisées, scientifiques et techniques et activités de services administratifs et de soutien | 132     | 19,1 %  | (17,1 %)    |
| Administration publique, enseignement, santé humaine et action sociale                                    | 59      | 8,6 %   | (14,2 %)    |
| Autres activités de services                                                                              | 39      | 5,7 %   | (8,1 %)     |

Le secteur du commerce de gros et de détail, des transports, de l'hébergement et de la restauration est prépondérant sur la commune puisqu'il représente 26,1 % du nombre total d'établissements de la commune (180 sur les 690 entreprises implantées  à Saint-Aunès), contre 28 % au niveau départemental.

#### Entreprises et commerces
Les cinq entreprises ayant leur siège social sur le territoire communal qui génèrent le plus de chiffre d'affaires en 2020 sont : 
- Hyper Saint Aunes, hypermarchés (163 931 k€)
- Intelligent Electronic Systems - Ies, fabrication d'autres matériels électriques (22 558 k€)
- Herault Telecom, télécommunications filaires (19 165 k€)
- Simpliciti, conseil en systèmes et logiciels informatiques (15 825 k€)
- Tomra Sorting, commerce de gros (commerce interentreprises) de fournitures et équipements industriels divers (13 329 k€)

### Agriculture
La commune est dans la « Plaine viticole », une petite région agricole occupant la bande côtière du département de l'Hérault. En 2020, l'orientation technico-économique de l'agriculture  sur la commune est la polyculture et/ou le polyélevage.
|               | 1988 | 2000 | 2010 | 2020 |
| ------------- | ---- | ---- | ---- | ---- |
| Exploitations | 48   | 41   | 38   | 30   |
| SAU (ha)      | 560  | 568  | 720  | 745  |

Le nombre d'exploitations agricoles en activité et ayant leur siège dans la commune est passé de 48 lors du recensement agricole de 1988  à 41 en 2000 puis à 38 en 2010 et enfin à 30 en 2020, soit une baisse de 37 % en 32 ans. Le même mouvement est observé à l'échelle du département qui a perdu pendant cette période 67 % de ses exploitations,. La surface agricole utilisée sur la commune est restée relativement stable, passant de 560 ha en 1988 à 745 ha en 2020. Parallèlement la surface agricole utilisée moyenne par exploitation a augmenté, passant de 12 à 25 ha.

## Culture locale et patrimoine

### Lieux et monuments

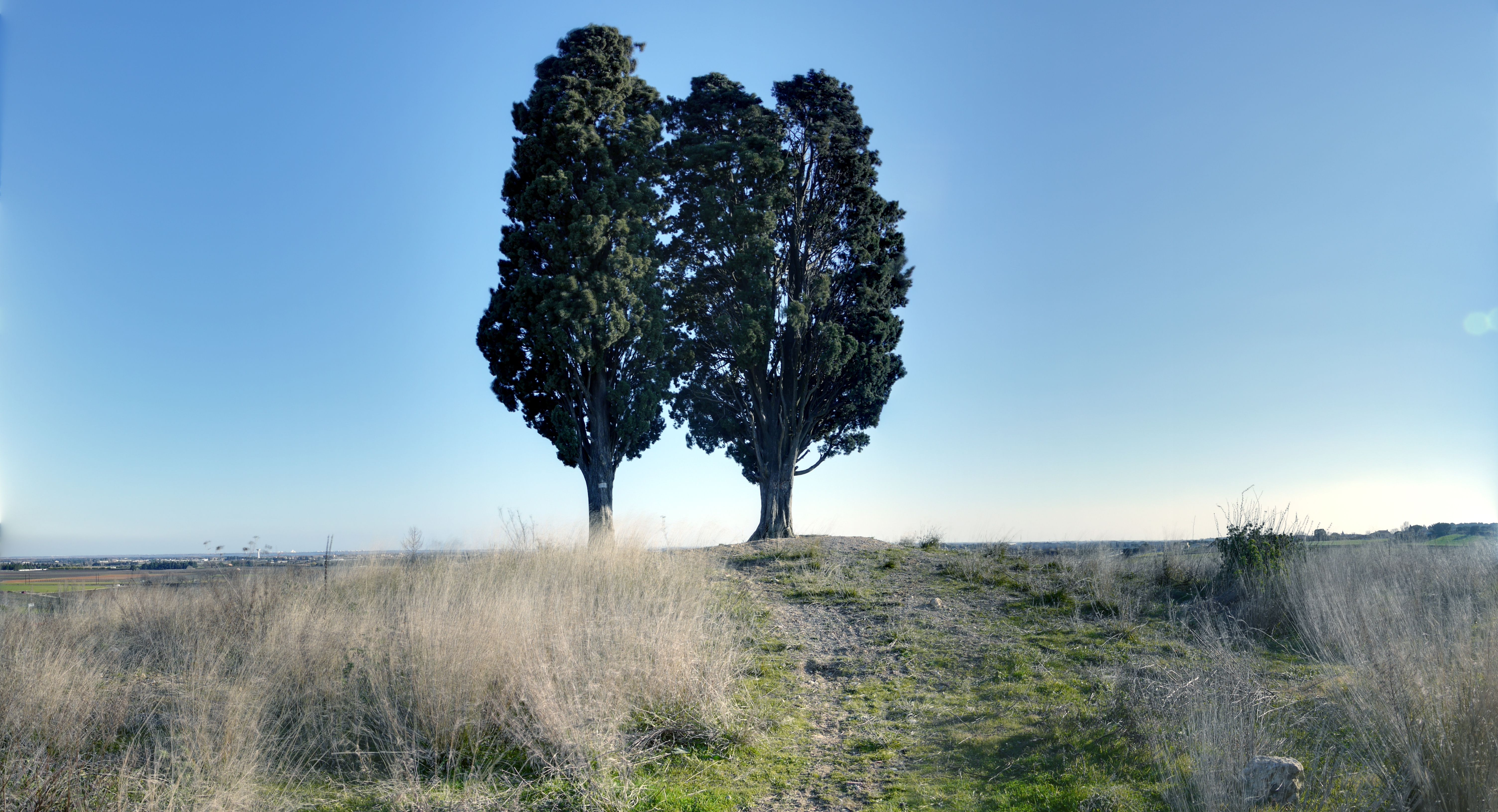
Les cyprès de Pioch-Palat

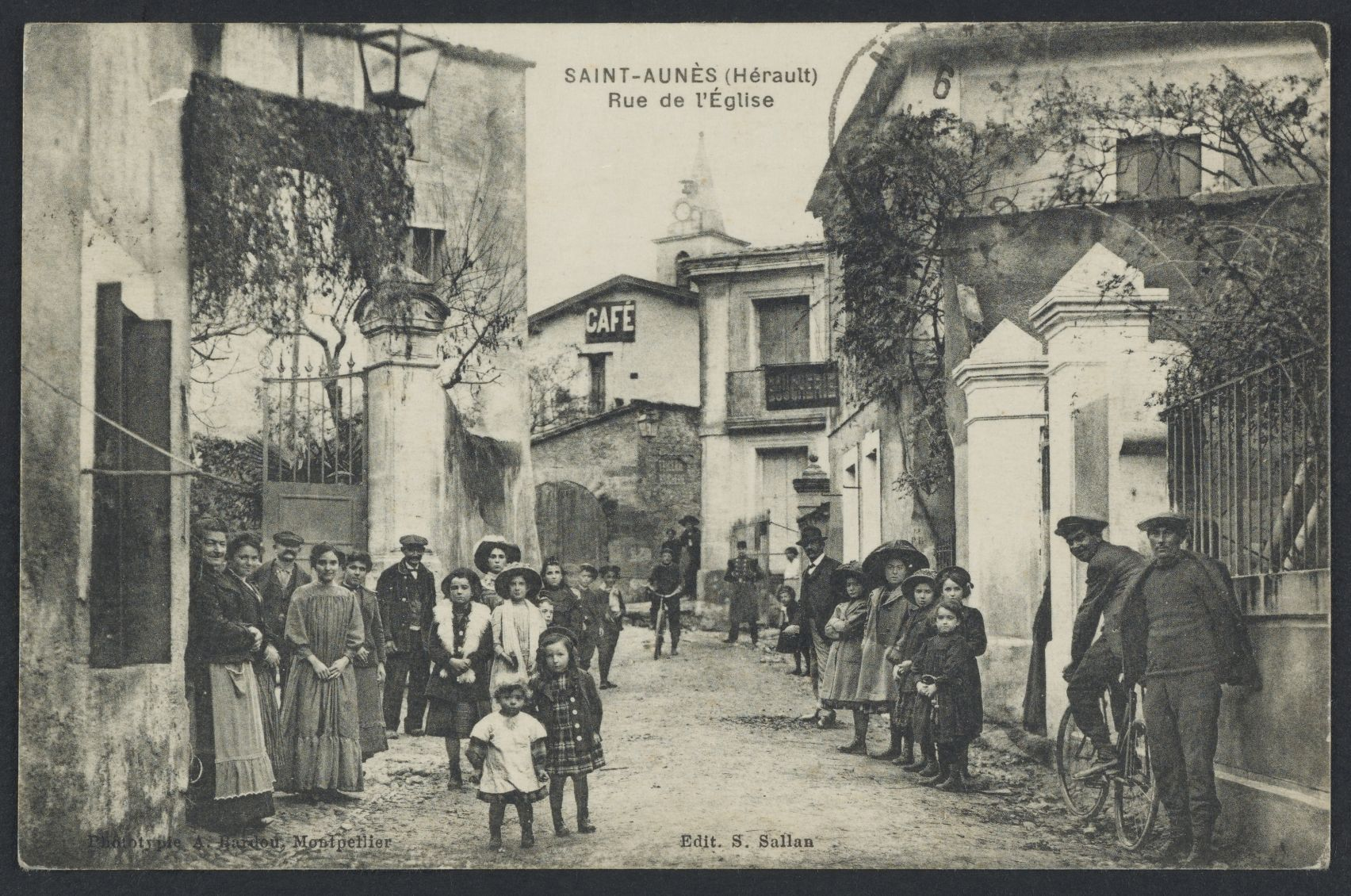
Rue de l'église : carte postale (1912).

- La colline de Pioch-Palat, élément du paysage visible depuis Vendargues et surtout depuis l'Autoroute A9, surmontée de deux cyprès "jumeaux" (à l'origine sur un monticule érodé) souvent peints par les artistes locaux et visibles dans leur environnement d'origine fort pittoresque dans le film Sans toit ni loi d'Agnès Varda sorti en 1985. Du sommet de la colline, on peut voir un panorama qui s'étend du Pic Saint Loup à l'étang de l'Or ou la mer Méditerranée.
- Les Deux-Cyprès "jumeaux", plantés au XVIIIème par M. Pagès au cœur de sa vigne, les deux cyprès du Pioch-Palat ont depuis vécu une vie mouvementée. Ils ont ainsi résisté aux plus froids hivers, à l’armée allemande (qui pensait qu’ils étaient un lieu de rendez-vous de la résistance et surtout un point géodésique sur les cartes d'état major de l'armée alliée) et plus récemment aux autoroutes du sud (qui ont utilisé leur terre comme remblais).
- L'église Sainte-Agnès de Saint-Aunès, fondée au Moyen Âge, rénovée au XVIIIe siècle et au XIXe siècle.
- Le vieux puits, XVIIIe siècle.
- La borne milliaire de Tibère, Ier siècle.
- Une des plus grandes centrales solaires photovoltaïques de France métropolitaine (8 000 m2, 1,15 MWc) a été inaugurée le 12 juin 2008 sur le parking d’un hypermarché situé sur la commune de Saint-Aunès. Le concept d’ombrières de parking photovoltaïques permet de couvrir 814 places de stationnement, tout en produisant 1,4 GWh par an[28]. La deuxième de la région après celle de Lunel.

### Personnalités liées à la commune
- Albert Dubout (Marseille, 1905 - Saint-Aunès, 1976), dessinateur, est inhumé au cimetière Saint-Fulcrand de Saint-Aunès, où il a été rejoint dans la tombe par sa seconde épouse Suzanne Ballivet.
- Suzanne Ballivet (Paris, 1904 – Saint-Aunès, 1985), artiste peintre, est inhumée au cimetière de Saint-Fulcrand de Saint-Aunès, où elle repose auprès d'Albert Dubout, son second mari.
- Antoine Daniel (Enghien-les-Bains, 1989), personnalité d'Internet et streameur sur la plateforme Twitch, vit à Saint-Aunès.

### Héraldique
| Armes de Saint-Aunès | Les armes de Saint-Aunès se blasonnent ainsi : d'argent, à un croissant de gueules surmonté d'un chêne arraché de sinople, accosté des lettres S et A de sable |

Ce blason reprend celui de la famille Brun augmenté des initiales S et A pour Saint-Aunès.